# Зубов Олександр Олегович
Олександр Олегович Зубов (нар. 4 квітня 1983, Миколаїв) — український шахіст, гросмейстер (2011).

Його рейтинг станом на червень 2023 року неактивний:

класичні шахи — 2598 (252-ме місце у світі, 18-те в Україні), 

блискавичні шахи (бліц) — 2686 

швидкі шахи (рапід) — 2688

Закінчив Миколаївський національний університет імені В. О. Сухомлинського

## Досягнення
- У складі юнацької збірної України переможець всесвітньої шахової олімпіади 1999 року (Артек)[2] та чемпіон Європи серед юнаків до 18 років в 2000 році (Угорщина)[3];
- Бронзовий призер чемпіонату світу серед юніорів до 20 років (2003)[4];
- Бронзовий призер чемпіонату Європи з швидких шахів 2005 року (Польща);
- Срібний призер чемпіонату України з швидких шахів 2012 року;
- Бронзовий призер чемпіонату України з швидких шахів 2013 року;
- Чемпіон України з бліцу 2013 року.

## Результати виступів у чемпіонатах України
За період з 2000 по 2020 рік Олександр Зубов зіграв у 9-ти фінальних турнірах чемпіонатів України, набравши при цьому 47 очок з 80 можливих (+27-13=40).
| Рік  | Місто       | Турнір                 | + | − | = | Результат | Місце |
| ---- | ----------- | ---------------------- | - | - | - | --------- | ----- |
| 2000 | Севастополь | 69-й чемпіонат України | 5 | 0 | 4 | 7 з 9     | 4     |
| 2002 | Алушта      | 71-й чемпіонат України | 6 | 2 | 1 | 6½ з 9    | 5     |
| 2003 | Сімферополь | 72-й чемпіонат України | 3 | 1 | 5 | 5½ з 9    | 15    |
| 2006 | Полтава     | 75-й чемпіонат України | 0 | 0 | 4 | 2 з 4     | 1/8   |
| 2007 | Харків      | 76-й чемпіонат України | 2 | 2 | 5 | 4½ з 9    | 13    |
| 2008 | Полтава     | 77-й чемпіонат України | 3 | 0 | 6 | 6 з 9     | 4     |
| 2012 | Київ        | 81-й чемпіонат України | 2 | 5 | 4 | 4 з 11    | 11    |
| 2014 | Львів       | 83-й чемпіонат України | 3 | 3 | 5 | 5½ з 11   | 8     |
| 2020 | Омельник    | 89-й чемпіонат України | 3 | 0 | 6 | 6 з 9     | 4     |